# 个人对气候变化的行动

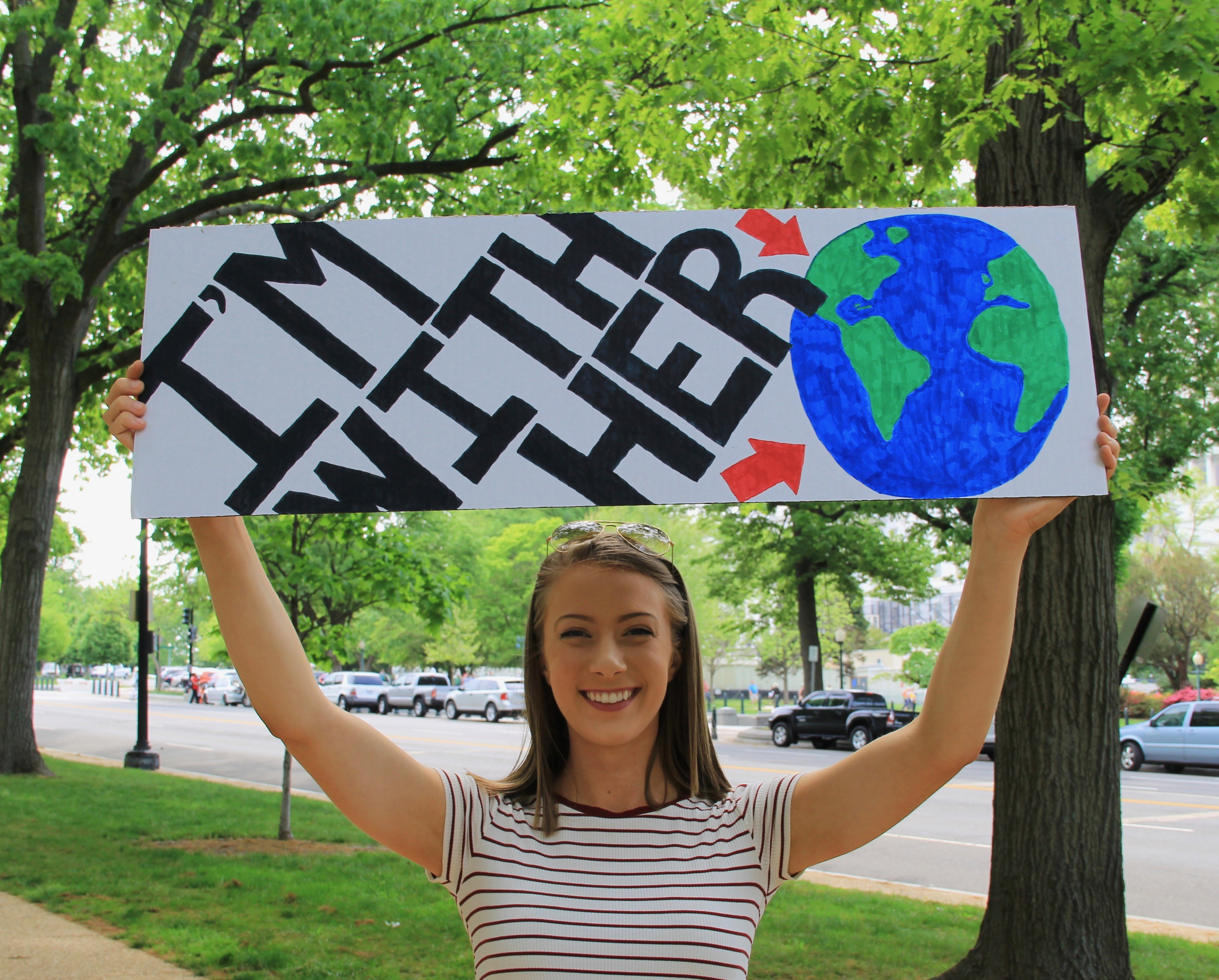
2017 年华盛顿特区人民气候游行期间 ，一名示威者通过气候行动采取行动

个人应对气候变化的行动是指每个人都可以做出的个人选择，以减少其生活方式产生的温室气体排放并促进气候行动。这些行动可以直接关注选择如何产生排放，例如减少肉类消费或飞行，也可以更多地关注邀请政治行动应对气候问题或提高人们对社会如何变得更加绿色的认识。
过度消费是导致气候变化和其他环境问题的最重要因素之一，仅次于人口增长，尽管一些专家认为人口仍然是一个重要因素。高消费生活方式对环境的影响更大，最富有的 10% 人的排放量约占总生活方式排放量的一半。改变个人生活方式可以改变社会和市场条件，从而减少对环境的影响。希望减少碳足迹的人（尤其是那些生活在高收入国家、生活方式高消费的人）可以减少假期的航空旅行，每天骑自行车代替汽车，吃植物性饮食，延长使用消费品的时间。避免食用肉类和奶制品被称为个人减少环境影响的“最大方法”。
一些评论家说，与政治层面的行动相比，个人消费者采取的行动（例如采用可持续的生活方式）微不足道。另一些人则说，个人行动确实会导致集体行动，因为“生活方式的改变可以为系统性变革积聚动力。” 其他评论者强调，英国石油等化石燃料公司如何提出个人碳足迹的概念，以减少化石燃料公司的责任。

## 建议个人目标排放数额
截至2021年，如果希望将全球升温控制在1.5摄氏度以内，以50%的概率计算，全球剩余的碳预算约为4600亿吨二氧化碳。按照2020年的排放速度，这一预算将在11年左右耗尽。

最富有的 1% 人口的排放量是最贫穷的 50% 人口的两倍多。要实现《巴黎协定》的 1.5°C 目标，最富有的 1% 人口需要将排放量减少至少 30 倍，而最贫穷的 50% 人口的人均排放量可能增加约两倍。

尽管高排放地区的二氧化碳总排放量（饼图大小）差异很大，但高收入阶层的排放量超过低收入阶层的模式在各个地区是一致的。世界上最前 1% 的排放者的排放量是最后 1% 的 1000 多倍。

将财富效应扩大到国家层面：富裕国家（发达国家）的人均二氧化碳排放量大于贫穷国家（发展中国家）。排放量大致与人均GDP成正比，不过当人均GDP平均达到约1万美元时，增长率就会降低。

在2010年代末，全球人均每年的温室气体排放量大约为7吨。  其中，约有0.7吨来自食物，1.1吨来自家庭能源消耗，0.8吨来自交通出行。而在这7吨中，实际的二氧化碳排放量约为5吨 。为了实现《巴黎协定》提出的目标，即到本世纪末将全球气温升幅控制在1.5摄氏度以内，预计到2030年，人均年碳排放量需降至2.3吨左右。 截至 2020 年， 印度的人均排放量已接近这一标准 ，而法国和中国的人均排放量略高于此目标。 相比之下，美国和澳大利亚的人均排放量则远远超标。各国之间的人均排放差异较大，同时在各国内部，富裕阶层的碳排放量普遍高于贫困群体。  乐施会于2015年发布的一份报告指出，全球最富有的10%人口产生了全球一半的温室气体排放。。根据联合国 2021 年的一份报告，从 1990 年到 2015 年，最富有的 5% 人口贡献了近 40% 的排放量增长。
IPCC第六次评估报告于2022年指出：“为了增进福祉，人们需要的是服务，而不是一次能源和物质资源本身。关注服务需求以及人们扮演的不同社会和政治角色，可以促使人们参与气候行动。” TS-98报告解释说，行为、生活方式和文化变革在某些领域具有很高的气候变化缓解潜力，特别是在补充技术和结构变革时。

### “生活方式碳足迹”的含义
碳足迹最初是由英国石油公司 (BP)于 2004-2006 年资助的广告活动“超越石油”创造和推广的，其他人指责他们推广该活动是为了淡化自己的责任。

接受欧洲投资银行气候调查的绝大多数受访者表示，他们正在努力减少对气候变化的贡献，但很少有人彻底改变生活方式。

2008 年，世界卫生组织写道：“你的‘碳足迹’衡量的是你的活动对化石燃料燃烧产生的二氧化碳 (CO 2 )数量的影响”。2019 年，日本全球环境战略研究所将“生活方式碳足迹”定义为“家庭最终消费直接排放和间接引起的温室气体排放，不包括政府消费和基础设施等资本形成引起的排放”。然而，乐施会和 SEI 在 2020 年的一项研究估计的是人均二氧化碳排放量，而不是二氧化碳当量，并将所有消费排放分配给个人，而不仅仅是家庭消费。根据 2020 年的一项评论，许多学术研究没有正确解释他们研究的“个人碳足迹”的范围。

## 旅行和通勤
旅行选项比较显示：
- 步行和跑步几乎不产生二氧化碳排放，是最环保的出行方式之一。

- 骑自行车紧随其后，相较于机动交通工具，其碳排放几乎可以忽略不计。

- 而电动公交车、地铁和电动火车等公共交通工具，在载客效率高的前提下，每位乘客产生的二氧化碳排放远低于私家车，是有效降低城市碳排放的关键交通方式。

### 步行和骑自行车
步行和骑自行车几乎不排放温室气体，是驾车或乘坐公共交通工具的健康替代方式。城市环境中的共享单车服务也越来越多。

### 公共交通
可靠的公共交通是替代私家车出行的最可行方式之一。虽然公共交通存在效率问题（等待时间长、错过换乘、时刻表不可靠、能源消耗大），但随着资金和公众兴趣的增加以及技术的进步，这些问题可以得到改善。
2022 年的一项调查发现，33% 的欧洲购车者在购买新车时会选择汽油或柴油车。67% 的受访者提到会选择混合动力或电动车型。 在欧盟，只有 13% 的总人口不打算拥有汽车。另一方面，44% 的中国购车者最有可能购买电动汽车。

### 电动汽车

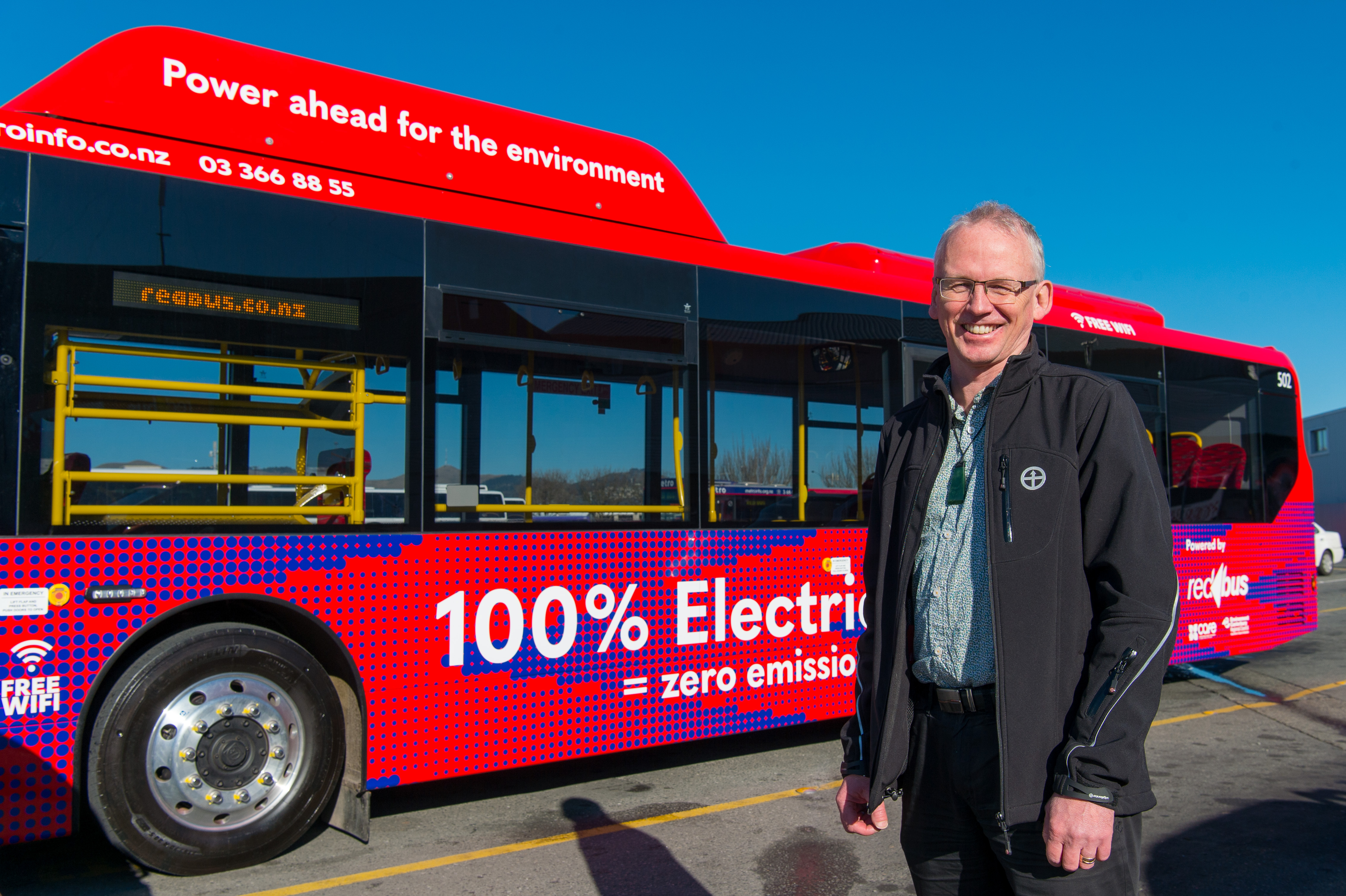
纯电动公交车

在考虑私家车的替代方案时，有很多选择，但由于地理原因，使用私家车可能是必要的。汽车的生命周期评估评估汽车及其零部件生产对环境的影响、汽车的燃料消耗以及汽车在使用寿命结束时的情况。这些环境影响可以通过温室气体排放、固体废物产生和能源消耗等因素来衡量。 越来越常见的内燃机汽车替代品是电动汽车 (EV)和混合动力汽车。

### 拼车和共乘服务
拼车和共乘服务也是个人交通的替代方案。拼车减少了道路上的汽车数量，从而减少了交通量和能源消耗。
Uber和Lyft等拼车服务可能是可行的交通选择，但忧思科学家联盟 (Union of Concerned Scientists)表示，目前拼车服务出行导致气候污染平均增加 69%。 拼车服务在推广初期本意是为了减少车辆数量和碳排放，但实际上，由于部分原本会选择公共交通、步行或骑自行车的乘客转而使用拼车或私家车出行，反而导致道路上车辆数量增加，进而加剧了温室气体的排放。 

### 空运
航空旅行是排放量最高的交通方式之一。目前，减少航空旅行个人排放量的最有效方法是减少飞行次数。新技术正在不断开发，以实现更高效的燃料消耗和电力驱动的飞机。
避免乘坐飞机，尤其是避免常旅客计划具有很大的好处，因为这种便利使频繁的长途旅行变得容易，而且高空排放对气候的影响比地面上的排放更大。航空在技术上比地面运输更难修复，因此，如果国际航空碳抵消和减排计划不能正常运作，未来将需要更多的个人行动。
飞行是造成全球变暖 5% 的罪魁祸首。与长途飞行相比，短途航班每载客 100 人、每飞行一英里产生的温室气体排放量实际上更大，因此个人可能会考虑乘坐火车，但由于航空补贴，乘坐火车的费用可能更高。飞机会破坏我们的环境，因为飞机会释放二氧化碳和氮氧化物（一种大气污染物），从而造成更严重的空气污染。废气排放会导致温室气体臭氧和甲烷含量的变化。避免夜间飞行可能会有所帮助，因为飞机尾迹可能占航空对气候变化影响的一半以上。
67% 的欧洲人在选择度假地点时会考虑气候变化因素。52% 的欧洲人（具体为 37% 的 30-64 岁人群和 25% 的 65 岁以上人群）表示，到 2022 年，他们将选择乘坐飞机出行。27% 的年轻人表示，他们将前往遥远的目的地。更具体地说，30 岁以下的人更有可能考虑度假胜地和航空旅行对气候的影响。

## 家庭能源和景观美化

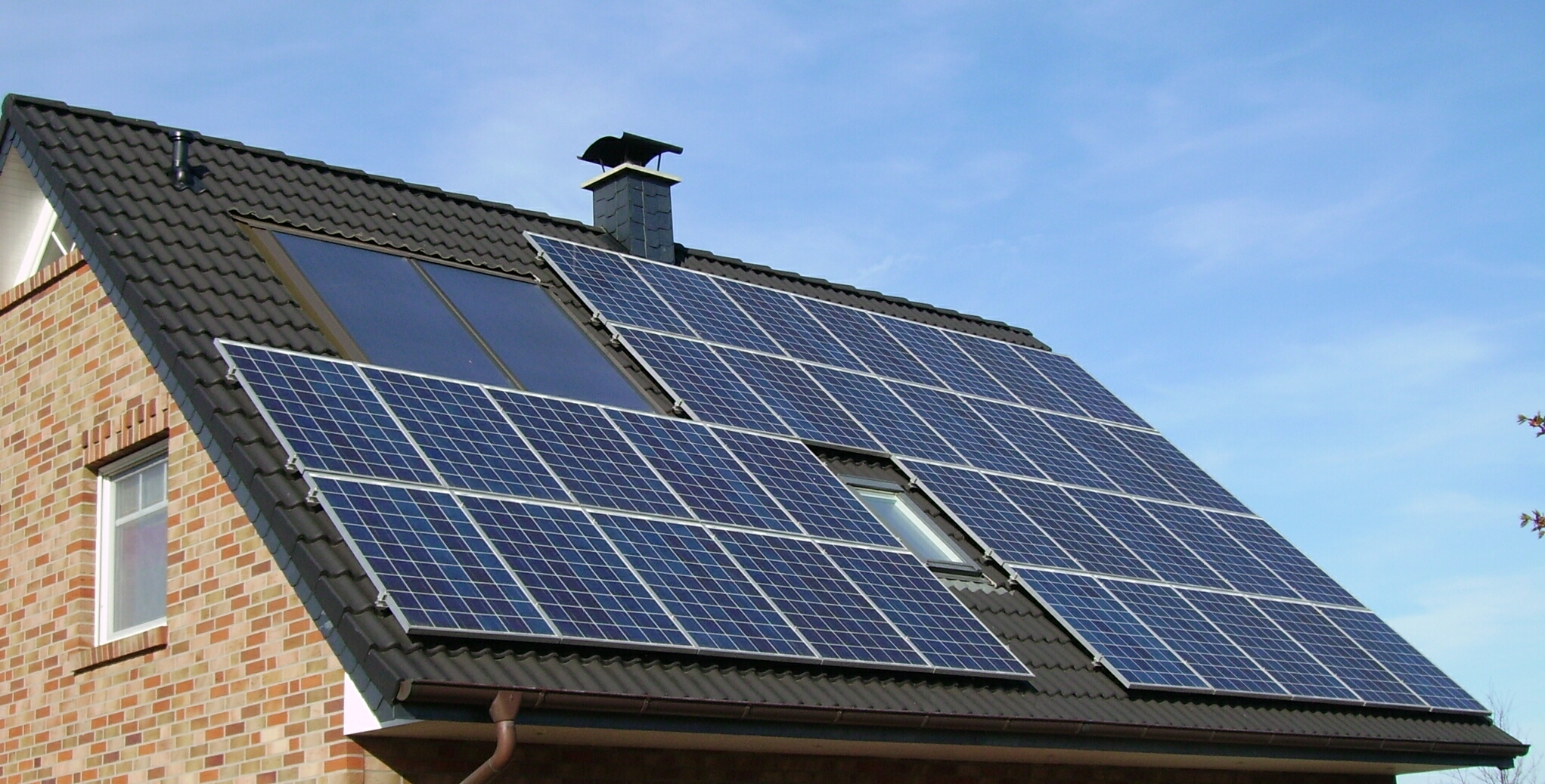
房屋屋顶上的太阳能电池板利用可再生能源发电

通过采取隔热、提高电器能效、凉爽屋顶、热反射涂料等措施减少家庭能源使用， 降低热水器温度，提高供暖和制冷效率，可以显著减少个人的碳足迹。在检查了家庭隔热和通风情况后，用热泵更换故障的燃气锅炉会带来很大的不同，特别是在需要供暖和制冷的气候条件下。
此外，用于家庭供暖、制冷和供电的能源选择也会对单个家庭的碳足迹产生影响。世界各国的许多能源供应商都可以选择购买部分或纯“绿色能源”（通常是电力，但有时也包括天然气）。这些能源生产方法一旦投入运行，几乎不会排放温室气体。
安装屋顶太阳能，无论是在家庭还是社区层面，都能大幅减少家庭排放，从规模上看，还能成为减少温室气体排放的主要贡献者。

### 低能耗产品和消耗

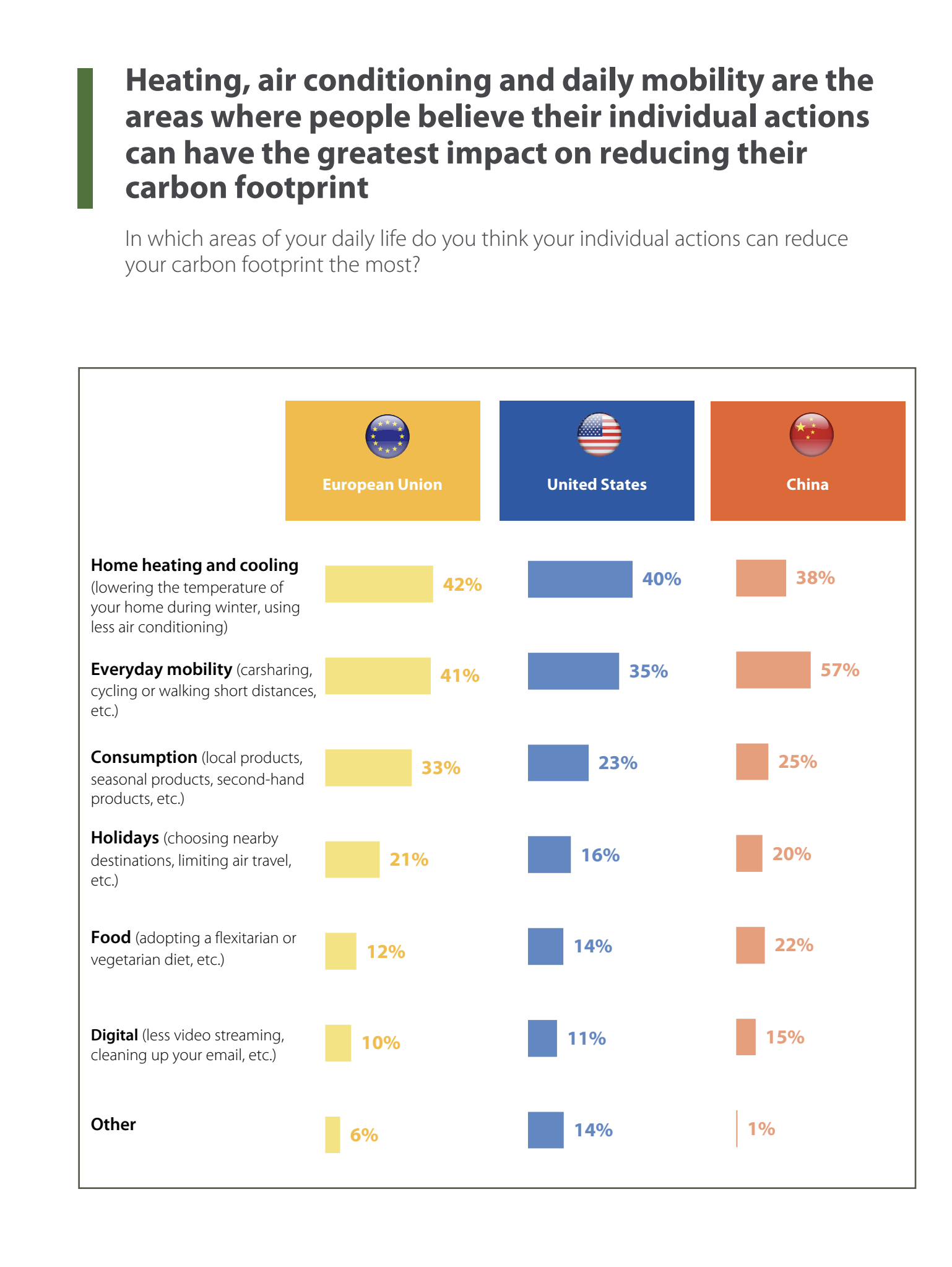
调查显示，人们认为供暖、空调和日常出行是个人行为对减少碳足迹影响最大的领域

许多家用电器、家用电子产品、办公设备、供暖和制冷设备、窗户、家用灯具和其他产品上都可以看到标签，例如美国的“能源之星”。能源之星是美国的一项促进能源效率的计划。购买空调时，选择冷却剂很重要。
碳排放标签描述了在制造、运输或处置消费品过程中产生的二氧化碳排放量。环境产品声明 (EPD)“提供了有关产品生命周期环境影响的透明、经过验证和可比较的信息”。这些标签可能有助于消费者选择低能耗产品。
将炉灶、热水器和火炉等电器从燃气转换为电力，可以减少二氧化碳和甲烷的排放。

### 景观和花园
植物将二氧化碳转化为有机分子，如纤维素、糖、淀粉、植物蛋白和油脂。多年生植物在其生存期间会保留大部分有机分子，直到它们死亡后被微生物分解才会释放。树木和灌木等多年生植物有助于吸收空气中的二氧化碳。
每年死亡的一年生植物会释放出它们吸收的几乎所有二氧化碳。在冬季存活但在地面上死亡的草坪也可以吸收一部分二氧化碳，从而减少大气中的温室气体。然而，有机肥料和合成肥料都是NOx的来源，而草坪每年要使用 300 万吨氮肥。这意味着每吨氮就会向大气中排放 4 到 5 吨碳（每年 66 万吨二氧化碳）。NOx的吸热能力比二氧化碳高出约 300 倍。
土壤微生物将有机碳分解成二氧化碳。减少灌溉会减缓土壤的微生物活动及其二氧化碳的产生。然而，在因气候变化而变得更加干旱的地区，草坪维护需要增加灌溉量。用于草坪维护的燃气割草机和其他电动工具会产生二氧化碳和甲烷，这些都是温室气体。
肥料和化石燃料驱动的草坪设备等草坪管理方法可能比多年生草坪的碳封存效果更好。减少灌溉、氮肥、化学农药，以及使用手动工具代替使用化石燃料的电动工具，都可以减少草坪对气候的影响。
天然草坪有利于授粉，无需施肥，不需要频繁修剪，有利于多样性，而且用水量更少。在院子里、路边、公园里和公共花园里种植树木和灌木的机会很多。此外，一些慈善机构种植速生树，帮助树木覆盖较少的地方的人们恢复土地的生产力。个人还可以种植提供当地种植食物的家庭菜园、提供物种多样性的本土植物园以及发展可持续碳封存的树木和多年生灌木。

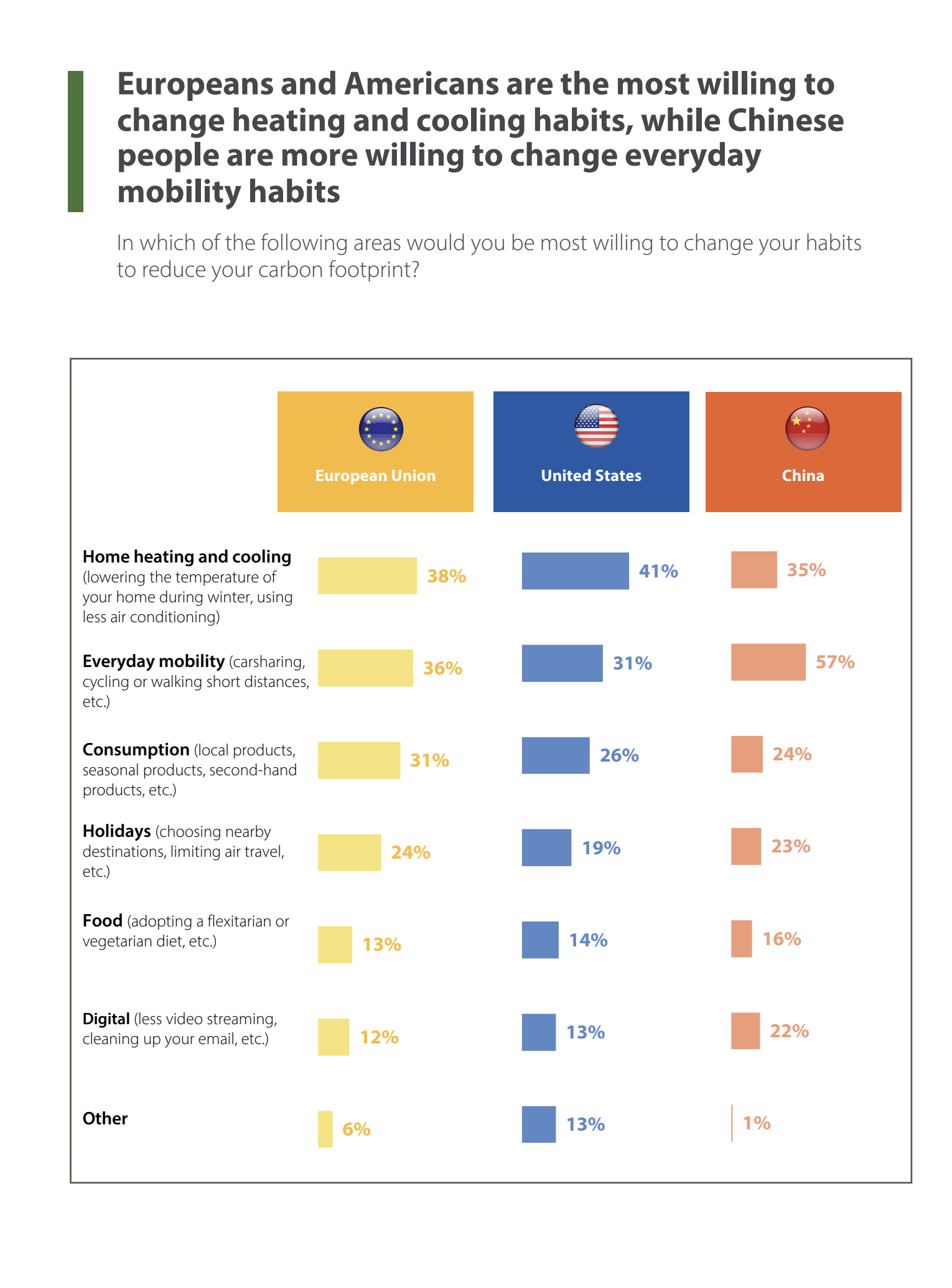
2022 年的一项调查发现，欧美受访者最愿意改变取暖和制冷习惯，而中国人更愿意改变日常出行习惯。

### 洗衣和衣服选择
晾干衣物可以节省用于取暖的能源，减少衣物的碳足迹。此外，使用较短的冷水洗涤周期可以节省高达 66% 的能源。
购买做工精良、耐用的衣服，避免“快时尚”，对于减少气候影响至关重要。有些衣服被捐赠和/或回收，而其余的垃圾则被送往垃圾填埋场，在那里释放“温室气体”。

### 热水消耗量
使用不可再生资源（如天然气）加热家用热水会导致全球二氧化碳排放量大幅增加。截至 2020 年，大多数家庭使用燃气或电锅炉加热家用热水。使用可再生能源为这些锅炉供电可以减少这些排放，尽管安装成本高昂，但这并不是一个普遍可行的选择。关掉热水器，使用未加热的水来洗衣、洗澡（天气允许时）、洗碗和清洁可以消除这些排放。

## 减少需求

### 商品和服务消费减少
许多商品和服务的生产都会排放温室气体和污染。个人减少环境足迹的一种方法是消费更少的商品和服务。减少商品和服务的消费会导致需求降低，进而导致供应（生产）减少。个人可以优先减少那些生产时污染水平相对较高的商品和服务的消费。个人还可以优先停止使用那些几乎没有实际用途的商品和服务，因为不受欢迎的产品既不能满足消费者的需求，也不能满足环境的需求；然而，政府补贴在某些情况下可能会证明“抵制购买”是徒劳的，这会使生产者受益。
一项气候调查发现，到 2021 年，42% 的欧洲人（具体为 48% 的女性和 34% 的男性）已经投资购买二手服装而不是购买新衣服。15 至 29 岁的人群更有可能这样做。 93% 的中国公民、92% 的欧盟公民、88% 的英国公民和 81% 的美国人将可持续消费教育（特别是针对儿童）视为优先事项。
美国国家地理学会得出的结论是，城市居民只要“少买东西”，就能为应对气候变化做出贡献。
劳埃德·奥尔特认为，了解碳排放的实际意义的一个方法是问：“你家的体重是多少？” 
营利性公司通常会向潜在消费者宣传和推销其产品，称其有用或需要，即使这些产品实际上对消费者和/或环境有害或浪费。个人应该勤于自我评估和/或研究他们购买和消费的每种产品是否真的有助于减少消费。如果新房子里需要更换燃气灶或其他类型的炉灶，那么最好使用电炉。然而，由于烹饪通常只占家庭温室气体排放的一小部分，因此仅仅因为气候原因而更换炉灶通常是不值得的。
使用耐用的可重复使用容器（如午餐盒、一次性食品和农产品袋（可用作轻型垃圾袋）、特百惠）以及购买当地农产品、极简包装食品和普通物品，都可以减少一次性容器和包装生产产生的碳排放和污染。这些策略通过减少对额外包装和产品运输的需求来减轻温室气体的产生。 

### 减少粮食损失
全球粮食生产约占人类每年温室气体排放量的四分之一，其中，仅畜牧业就占温室气体总排放量的 14.5%。据估计，从生产到消费，与食物相关的二氧化碳排放量为每人每年 2.2 吨。如果这是正确的，那就意味着仅日常生活中的食物方面就几乎耗尽了《巴黎协定》规定的每人每年2.3 吨的整个履行目标。因此，减少粮食损失绝对必要，在 2020 年削减项目中，它被确定为应对气候变化的首要解决方案。幸运的是，在上述 2.2 吨中，有 1.9 吨被认为是可以减少的。
根据 2023 年《自然食品》杂志发表的一项研究，食物垃圾产生的二氧化碳排放量占整个食品系统总排放量的一半。在美国，据估计，送到零售店的食物中有 31% 被零售商或消费者丢弃。此外，在垃圾填埋场等地分解的食物垃圾产生的二氧化碳排放量为每公斤食物 2.5 公斤二氧化碳，还会产生甲烷，这种温室气体的变暖潜能是二氧化碳的 25 倍。
食物浪费还意味着将食物从生产者运送到消费者手中时会浪费能源。根据2022 年《自然食品》杂志发表的一项研究，从生产者到零售店的食品运输相关排放量约占蔬菜和水果总排放量的 20%， 而对于肉类、鲜鱼和奶制品等冷藏运输，这一排放量又增加了 20-30%。
除了食品本身的浪费外，包装材料的处理也是一个值得关注的重要问题。减少食品浪费有助于减少塑料包装材料造成的全球变暖和环境污染。据估计，制造和分销食品所用能源中约有 5% 归因于包装材料。塑料食品包装材料以其严重的环境污染而闻名，因此它们不仅会导致与塑料生产相关的二氧化碳排放，还会对环境造成整体不利影响。日本在食品方面的过度包装文化因日本的塑料垃圾而受到国际社会的批评。

### 吃富含植物的饮食

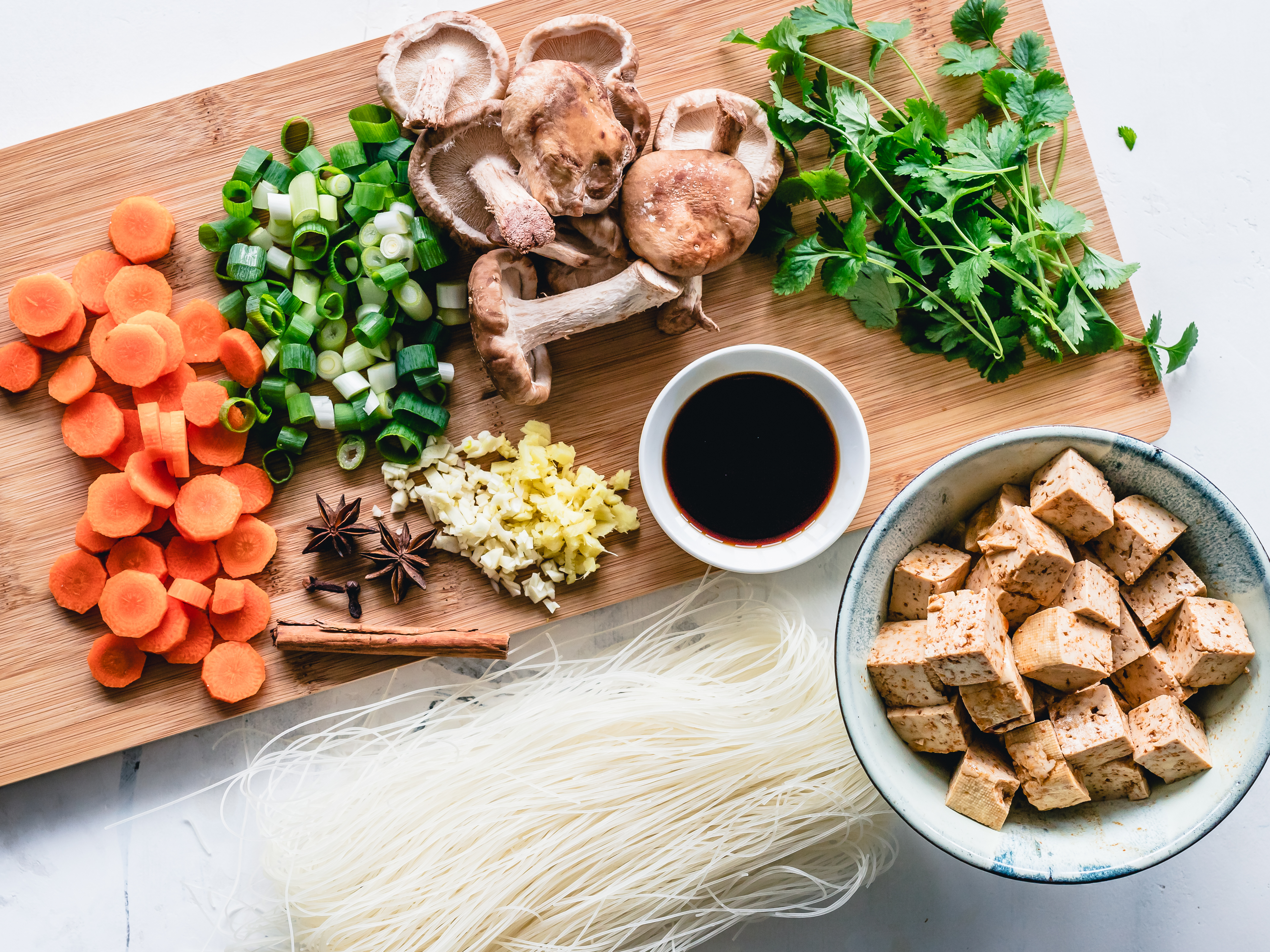
低碳菜肴示例：素食越南粉配料

世界粮食系统排放的温室气体约占人类每年产生的温室气体的四分之一仅畜牧业就贡献了所有人为温室气体排放的 14.5%。 2019 年世界科学家对气候紧急情况的警告》得到了来自 150 多个国家的 11,000 多名科学家的支持，其中指出“主要食用植物性食物，同时减少全球动物产品消费，特别是反刍牲畜，可以改善人类健康并显著降低温室气体排放。” 最常见的反刍牲畜是牛和羊。
从技术上讲，农业很难得到解决，因此需要采取更多个人行动或碳补偿，其力度可能比航空业以外的所有其他行业都要大。
少吃肉，尤其是牛肉和羊肉，可以减少排放。作为个人应对气候变化行动的一部分，饮食也有利于健康，平均每天摄入不到 15 克（约半盎司）红肉和 250 克奶制品（约一杯牛奶）。世界卫生组织建议反式脂肪占总能量摄入的 1% 以下：反刍动物反式脂肪存在于牛肉、羊肉、牛奶和奶酪中。 《气候变化与土地特别报告》称，转向植物性饮食将有助于缓解和适应气候变化。生态学家Hans-Otto Pörtner 参与了该报告的撰写，他说：“我们不想告诉人们吃什么，但如果许多富裕国家的人们少吃肉，如果政治能够为此创造适当的激励措施，这对气候和人类健康确实有益。” 
牛肉等肉类对气候的影响更大，因为牛会释放甲烷，这种温室气体在短期内比二氧化碳更具危害性。
根据“缩减计划”的模型，多吃植物性食物被列为应对气候变化的首要个人解决方案，该方案基于避免动物生产产生的排放以及避免为开辟牧场而进一步砍伐森林产生的排放。
2018 年的一项研究表明，五分之一的美国人要为该国大约一半的饮食相关碳排放负责，这主要是由于他们吃了大量的肉，尤其是牛肉。
《自然食品》杂志 2022 年发表的一项研究发现，如果高收入国家转向植物性饮食，大量用于畜牧业的土地就可以恢复到自然状态，到 2100 年，这反过来又有可能封存 1000 亿吨二氧化碳。除了缓解气候变化外，这种转变的其他好处还包括改善水质、恢复生物多样性和减少空气污染。
2022 年的一项调查发现，一半欧洲人（51%）支持减少人们购买的肉类和奶制品数量，以应对气候变化（支持率 40% 的美国人高出 11%，但远低于支持率 73% 的中国人）。同一项调查还发现，为了帮助个人做出更可持续的食品决策，79% 的欧洲人支持在所有食品上标注碳足迹（支持率为 62% 的美国人，但支持率为 88% 的中国受访者）。
2023 年《自然食品》杂志发表的一篇论文发现，纯素饮食可减少 75% 的排放、水污染和土地使用，同时还显著减少对野生动物的破坏和水资源的使用。

### 吃牛肉是最糟糕的饮食习惯

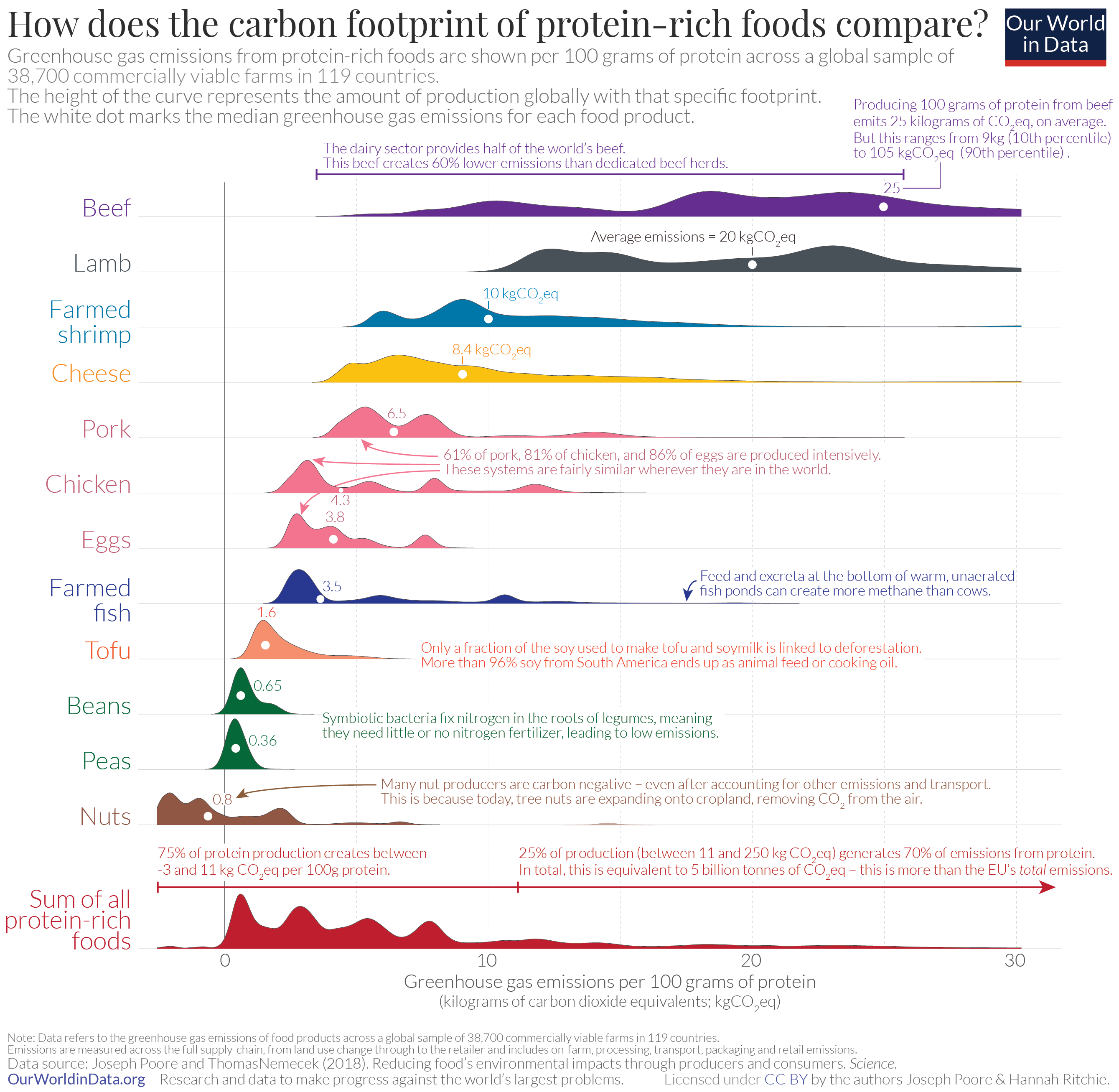
通常被视为蛋白质来源的食物中每单位蛋白质含量的二氧化碳当量排放量。曲线的高度表示排放该特定量二氧化碳当量的生产商的分布。引自 Our World In Data

食品生产产生的温室气体排放大部分来自土地利用变化和农场层面的过程。农场层面的排放包括有机肥料（粪便管理）和合成肥料的施用，以及反刍动物肠道发酵产生的甲烷。这些加在一起占大多数食品碳足迹的 80% 以上。2018 年，《科学》杂志发表了一项关于全球食品系统的最大荟萃分析，该分析使用了 19 个国家/地区 38,000 多个商业农场的数据，估算了每公斤各种食品的温室气体总排放量。二氧化碳是最重要的温室气体，但不是唯一的一种，农业是甲烷和一氧化二氮的主要来源，这两种气体的温室效应比二氧化碳强得多。为了捕获与这些食品生产过程相关的所有温室气体排放，碳足迹以二氧化碳当量的千克表示，其中考虑了二氧化碳以外的所有温室气体。

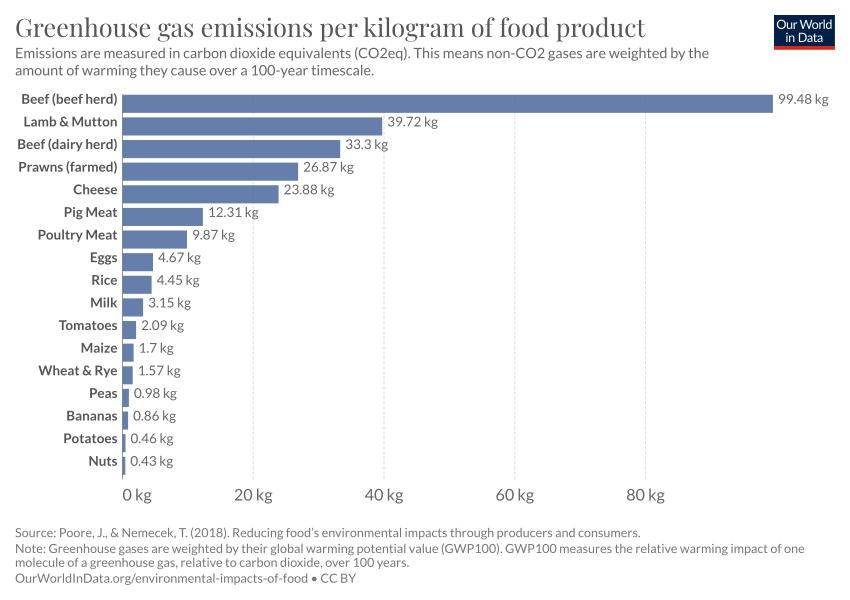
每公斤食物的二氧化碳当量（kgCO₂eq）。引自我们的数据世界

动物性食品的碳足迹比植物性食品大得多。牛肉是最糟糕的，每生产一公斤牛肉会产生 99.5 公斤二氧化碳当量排放量。其中，羊肉 39.7 公斤，奶酪 23.9 公斤，猪肉 12.3 公斤，鸡肉 9.9 公斤，豌豆仅为 0.98 公斤。 如果我们比较某种食物每 100 克蛋白质的二氧化碳当量排放量来比较营养价值，那么牛肉为 49.9 公斤，猪肉为 7.6 公斤，鸡肉为 5.7 公斤，豌豆为 0.44 公斤。牛肉作为食物来源尤其低效的原因是，养牛需要大量的土地和水资源（即虚拟水），而且牛会排放温室气体甲烷。
用每份食物的二氧化碳排放量来表示，而不是用每重量食物的二氧化碳排放量来表示，食品生产的影响更加现实和明显。例如，一份受欢迎的牛肉食品芝士汉堡估计每份会排放约 4.79 磅（2.17 公斤）或 1.9 公斤二氧化碳，  这大约是排放二氧化碳的芝士汉堡重量的 10 倍，相当于开车约 5 英里（8 公里）的距离。其他估计认为每份食物的二氧化碳排放量为 3.6 至 6.1 公斤。如果我们将其换算成美国每年消费芝士汉堡所产生的温室气体排放量，则相当于 650 万至 1960 万辆 SUV 的排放量。
另一方面，食品运输的碳足迹与生产相比相对较小，而且由于如上所述牛肉和奶制品的生产足迹非常大，运输通常占牛肉温室气体排放量的不到 1%，这意味着即使牛肉在生产地附近消费，任何碳足迹的减少都是微不足道的。

### 适量饮酒也有利于地球健康
酒精饮料生产是一个资源和能源密集型过程，碳足迹很大。酒精饮料由农作物生产，农业生产会产生二氧化碳（以及氮氧化物和甲烷）排放，酿造和装瓶还会消耗能源和大量水。除了与生产相关的资源消耗外，运输饮料产品产生的食物里程和包装产生的废物也是重大问题。 虽然玻璃瓶和铝罐是可回收的，但将它们包装在一起的包装，如六瓶装啤酒的包装环，是塑料污染和二氧化碳排放的重要来源。因此，酒精饮料生产的碳足迹广泛而显著。　
尽管生产啤酒所需的能量通常比葡萄酒或烈酒要少 ，但据估计，工业生产的二氧化碳当量排放量为每 500 毫升啤酒 640-760 克 ，这超过了啤酒本身的重量。此外，啤酒是一种大众消费饮料，需要大规模生产、重型产品运输和能源密集型冷藏，这进一步增加了每瓶最终啤酒的二氧化碳排放量。虽然金属桶（啤酒桶）餐饮产品在包装和运输方面的碳足迹比瓶装或罐装产品要小（据估计，30 升啤酒桶比 330 毫升啤酒瓶小 2.7 倍），但它们并不容易应用于消费市场。
在低碳淡啤酒的生产过程中，酿造酶用于将大部分碳水化合物分解成单糖，然后通过酵母发酵成酒精和二氧化碳，但截至 2024 年，尚未估计这一系列生产过程是否比普通啤酒更有利于减少二氧化碳排放。另一方面，无酒精啤酒需要比普通啤酒更短的发酵过程，但通常是通过从啤酒中去除酒精来生产的，而所涉及的额外能源成本会增加碳足迹。为了避免这个问题，已经使用了一种特殊的酵母菌株，它不需要经过酒精去除过程就可以酿造无酒精啤酒，据报道，这可以每 10,000 千升酒精含量 <0.05% 的啤酒减少 1,260 吨当量的二氧化碳排放量。 也就是说，每500毫升酒精去除所产生的二氧化碳排放量为63克，预估比上述生产普通啤酒所产生的二氧化碳排放量高出约10%。
葡萄酒，尤其是大型商业酿酒厂生产的葡萄酒，与葡萄种植密切相关，会产生大量的温室气体排放和污染废水。酿酒过程能源密集，涉及发酵、严格陈酿、装瓶和储存。尽管葡萄酒不像啤酒那样大规模生产，但它通常装在厚重的玻璃瓶中，导致产品很重，经常需要长途出口到国际市场，运输的特殊包装和长途运输产生的食品浪费也使情况更加严重。更糟糕的是，红酒通常装在绿色玻璃瓶中，这种玻璃瓶比透明玻璃瓶更难回收，因此需要生产新的玻璃瓶，这会消耗大量的能源。
葡萄酒产品种类繁多，从低成本到高端，不同产品的碳足迹也有很大差异。一项评论估计，每瓶（750 毫升）葡萄酒的二氧化碳当量排放量在 0.15 至 3.51 公斤之间， 但普通消费者很难确定哪些葡萄酒的碳足迹低。然而，根据一项估计，葡萄酒“生命周期”中二氧化碳排放量最大的阶段是葡萄种植（43.11%）以及装瓶和运输（56.71%），因此，选择用可持续生产的葡萄酿造的葡萄酒（有机葡萄酒）或简单纸盒装的葡萄酒可以减少碳足迹。一项估计发现，有机红葡萄酒、传统生产的红葡萄酒和白葡萄酒每瓶（750 毫升）的二氧化碳当量排放量分别为 1.02、1.25 和 1.62 公斤。
威士忌、伏特加、朗姆酒和杜松子酒等烈酒的每瓶碳足迹比啤酒或葡萄酒更大。这主要是因为蒸馏过程会排放大量二氧化碳，而威士忌和其他烈酒桶在仓库中长期陈酿，仓库的温度和湿度控制进一步加剧了这一情况。此外，许多烈酒产品都装在专门为每种产品制作的厚玻璃瓶中，其生产过程中的碳足迹也会对环境产生影响，更糟糕的是，一些较便宜的烈酒产品甚至使用不可持续的塑料瓶。
但是，烈酒的消费量不像啤酒或葡萄酒那样大，因此每单位标准消费量的碳足迹可能较低：一项估计显示，一杯标准的 350 毫升 3.5% 淡啤酒的二氧化碳排放量平均约为 280 克，一杯 150 毫升葡萄酒的二氧化碳排放量平均约为 320 克，一杯 40 毫升烈酒的二氧化碳排放量平均约为 90 克。由于这三种酒的酒精含量大致相同，因此，与啤酒或葡萄酒相比，加水的烈酒在减少每单位酒精消费的全球变暖方面更有效。
酒类饮料行业作为一个整体，包括酒吧、酒馆和其他餐饮企业，其二氧化碳排放量远高于任何单一产品，而且如上所述，这种影响不仅来自生产，还来自广告、物流、包装和废物处理。考虑到该行业的规模，如果个人采取环保的饮酒行为，并且该行业推动努力将其对环境的影响降至最低，那么整个社会对遏制全球变暖的影响可能会非常显著。

### 计划生育方面
世界人口增长被认为是减缓气候变化的一大挑战。提出的措施包括改善计划生育服务以及提高妇女接受教育和经济机会的机会。针对生育政治涉及文化、伦理和社会问题。各种宗教都不鼓励或禁止部分或全部形式的节育。尽管少生孩子也许是最有效减少个人对气候影响的个人行为，但这个问题很少被提起，而且由于其私人性质，可以说引起了争议。即便如此，伦理学家和一些政治家，如亚历山大·奥卡西奥·科尔特斯和其他人士已经开始讨论生育对气候的影响。研究人员发现，一些人（在富裕国家）生育较少的孩子，因为他们认为，如果不生孩子，他们可以为减缓气候变化做出更多贡献。
这项行动的两个相互关联的方面，即计划生育和妇女及女童教育，被Project Drawdown列为气候变化的第六和第七大潜在解决方案，依据是计划生育和教育能够降低全球总人口的增长。2019 年，来自 153 个国家的 11,000 名科学家签署了一份关于气候变化的警告，称人类人口每年增加 8000 万人，“世界人口必须在确保社会完整性的框架内稳定下来——最好是逐步减少”，以减少“人口增长对温室气体排放和生物多样性丧失的影响”。他们所倡导的政策是“经过验证的有效政策，可在降低生育率的同时加强人权”，其中包括消除性别平等障碍，特别是在教育方面，并确保所有人都能获得计划生育服务。
2021 年的一篇论文指出，“气候政策几乎忽视了人口问题”，并将其归因于该问题的禁忌性质，因为它与过去的人口政策有关，包括强制绝育运动和中国的独生子女政策。 2022 年，一组科学家敦促世界各地的家庭生育不超过一个孩子，作为缓解气候变化和生物多样性丧失所需变革的一部分。然而，由于未来几十年需要限制气候变化，现在少生孩子可能不会有太大区别。
然而，由于我们努力实现经济脱碳并在未来实现净零排放，个人的“人均碳足迹”可能会随着时间的推移而减少。

## 其他的

### 个人理财
个人可以查看自己正在使用的金融公司是否属于格拉斯哥净零金融联盟，并考虑转换养老金、保险和投资。有人建议向气候变化慈善机构捐款。

### 数字服务和加密货币
通过工作量证明机制生成的加密货币（如比特币）碳排放量较高，既因为它们使用肮脏的电力，比如来自哈萨克斯坦的电力（美国用于比特币挖矿的部分电力也是肮脏的，但这些气体可能会被燃烧掉），也因为加密货币挖矿只会在硬件上使用很短时间，之后就会变成电子垃圾。拥有此类加密货币的个人可以转换为基于权益证明的加密货币，如Tezos或以太坊。个人也可以决定根本不投资加密货币。

## 政治倡导

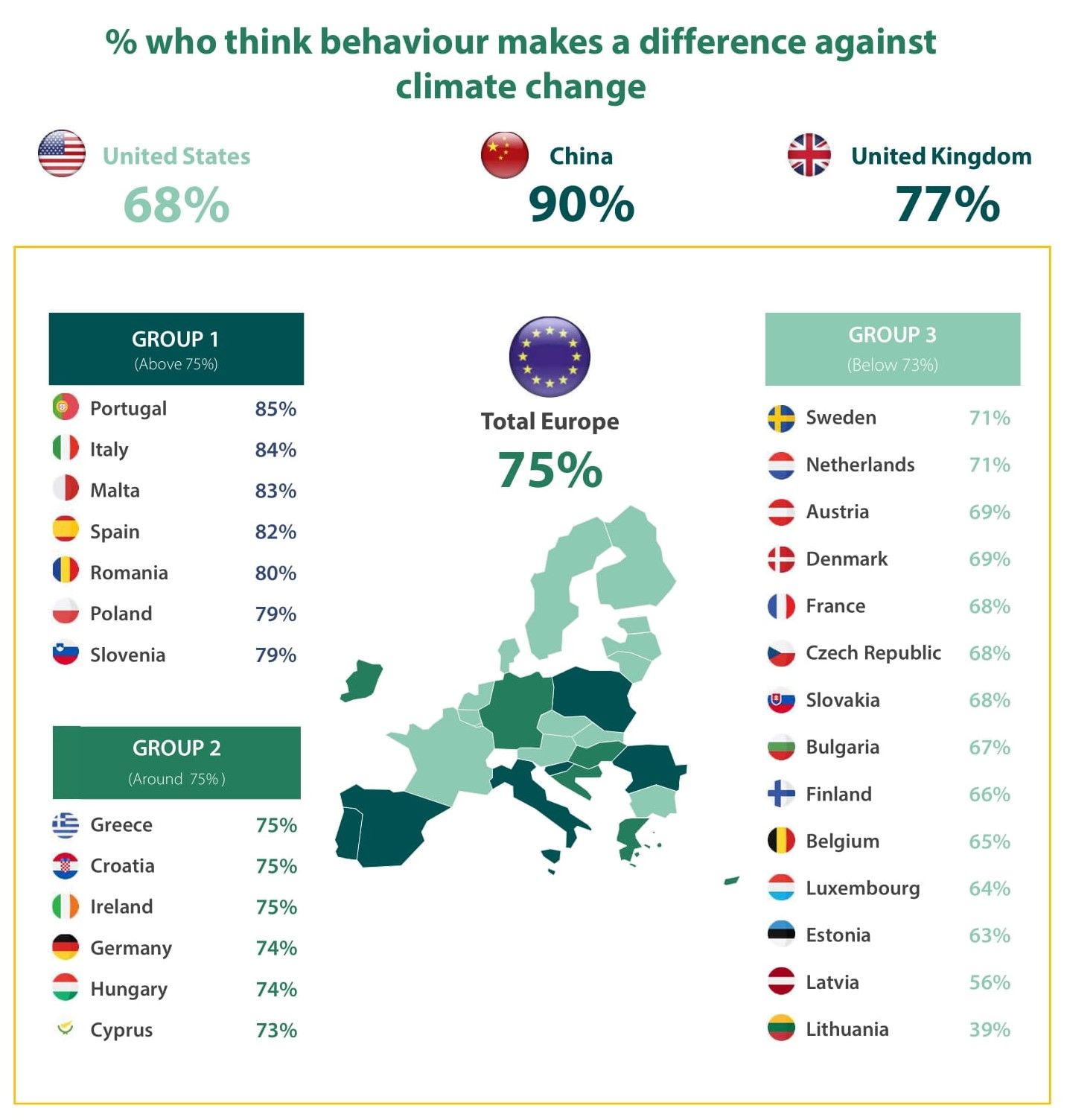
对“您认为自己的行为能对应对气候变化产生影响吗？”这个问题的回答者按国家/地区进行分类。

个人在政治倡导领域可以采取的有效方式包括：个人公民参与团体，以政治解决方案的形式倡导集体行动，例如碳定价、肉类定价 、终止对化石燃料和畜牧业的补贴，以及终止鼓励使用汽车的法律。

### 维权运动

在美国，对气候变化影响的关注程度因政治派别而异：民主党选民比共和党选民更担心气候变化。

气候变化是许多社会普遍存在的问题。一些人认为，通过个人和社区减少资源消耗的行动，可以减轻气候变化的一些长期负面影响。因此，许多与气候运动相关的环境倡导组织（如地球日网络）专注于鼓励个人保护和围绕环境问题的草根组织。
为了提高人们对气候问题的认识，活动人士于 2019 年 9 月下旬组织了一系列国际劳工和学校罢课活动，估计参加人数在 600 至 730 万人之间。
世界各地有许多团体聚集在一起，致力于解决全球变暖问题。来自不同领域的非政府组织(NGO) 在这一问题上团结一致。2005 年，一个名为“阻止气候混乱”的 50 个非政府组织联盟在英国成立，旨在强调气候变化问题。
发起“应对气候变化运动”纯粹是为了关注气候变化问题，并通过发起足够规模的抗议运动来影响政治变革，迫使政府采取行动。
环保主义者比尔·麦吉本 (Bill McKibben) 曾说过：“如果破坏气候是错误的，那么从破坏中获利也是错误的”， 化石燃料撤资运动试图让大学和教堂等公共机构从化石燃料公司撤出投资资产。截至 2016 年 12 月，全球共有 688 家机构和超过 58,000 名个人 撤资，总资产达 5.5万亿美元。 
《一个地球》杂志在 2023 年发表的一项回顾研究指出，民意调查显示，大多数人认为气候变化正在发生，而且就在眼前。该研究得出的结论是，认为气候变化更加遥远并不一定会导致减少气候行动，减少心理距离也不一定能增加气候行动。

### 补贴和税收改革
政治倡导可以集中于取消那些阻碍个人应对气候变化的化石燃料和其他补贴以及税收，例如：
- 取消煤油补贴，因为这种补贴会阻碍人们改用其他燃料。[207]
- 削减对牲畜的农业补贴，因为这些补贴可能会阻止人们转向植物性饮食（因为这些补贴人为地降低了肉类和奶制品的价格）。[208]
- 重新平衡税收和监管成本，目前电力成本高于天然气成本，因此不鼓励个人从燃气锅炉转向热泵。[208]
- 取消土耳其为贫困家庭免费提供煤炭的政策，[209]因为这样的计划会阻止城市居民改用天然气。
- 将原本用于补贴的资金与碳税一起，形成对所有人或穷人平等分配的碳红利，以鼓励个人采取行动，实现摆脱高碳生活方式的公平转型。 [210]

然而，如果政府不信任政府会重新分配补贴，或者没有为个人提供良好的替代方案，突然取消补贴可能会导致社会动荡。2019 年就是一个例子，当时厄瓜多尔取消了汽油和柴油补贴，但没有提供足够的电动公交车来维持服务。结果，燃料价格一夜之间上涨了 25-75%。厄瓜多尔现有的汽油和柴油公交车队相应的票价上涨引发了暴力抗议。

### 气候对话

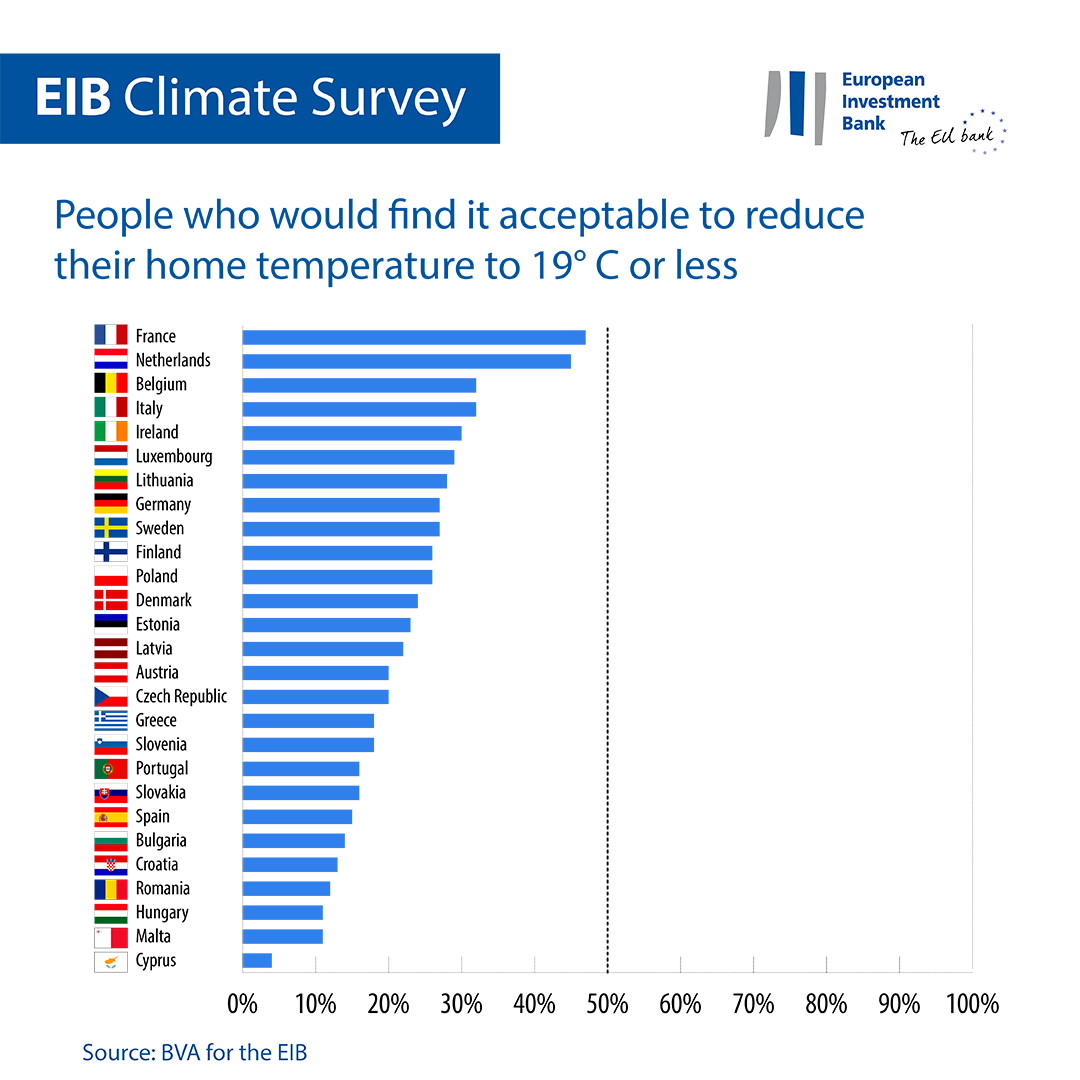
关于将室内温度降至 19°C 或更低的气候调查的受访者（来自不同国家）

“讨论全球变暖将使气候科学得到更广泛的接受”。耶鲁大学气候交流项目建议与更温和的个人开展“气候对话”。一旦理解了个人气候影响和核心价值观，就有可能展开与这些核心价值观一致的潜在气候解决方案的讨论。
“碳对话”是一个“解决碳减排实际问题的社会心理项目，同时考虑到导致这一目标难以实现的复杂情绪和社会压力”。它被《卫报》列为应对气候变化的 20 个最佳想法之一。

### 社会感染
另一个缓解机会是通过社会传染，网络中的人们学习新的行为，例如尝试以植物为基础的饮食或骑自行车上班而不是开车，新的行为会在群体中自发传播。例如，2020 年马克斯·普朗克研究所的一项研究发现，当肉食者与素食者同行，并可以选择吃带肉或不带肉的菜肴时，他们更有可能选择素食，从而减少对肉类的需求。这种可能性随着肉食者身边的素食者人数增加而增加。

## 各个行动的影响比较

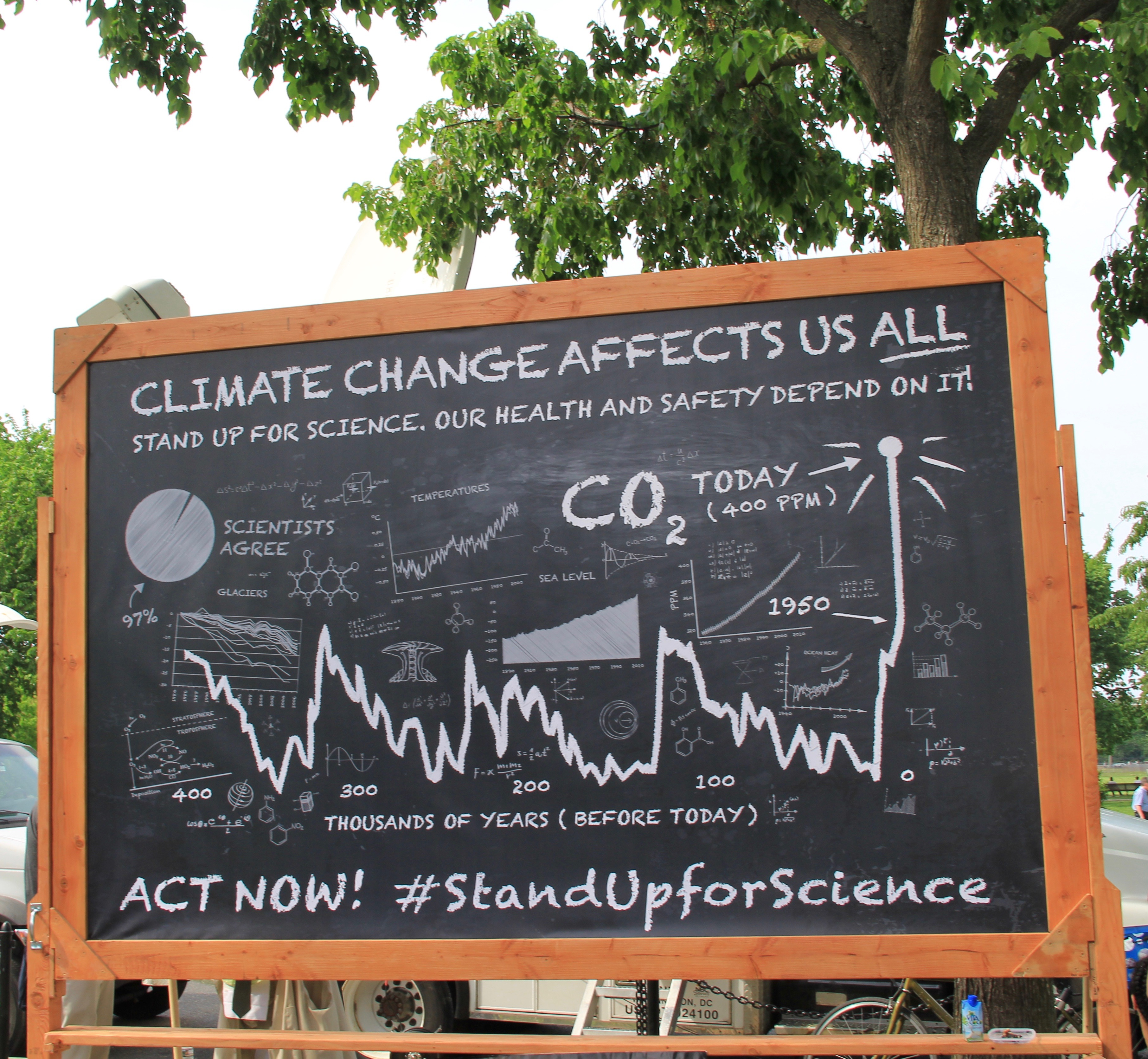
2017 年 4 月 29 日华盛顿特区人民气候游行期间大气二氧化碳浓度图表

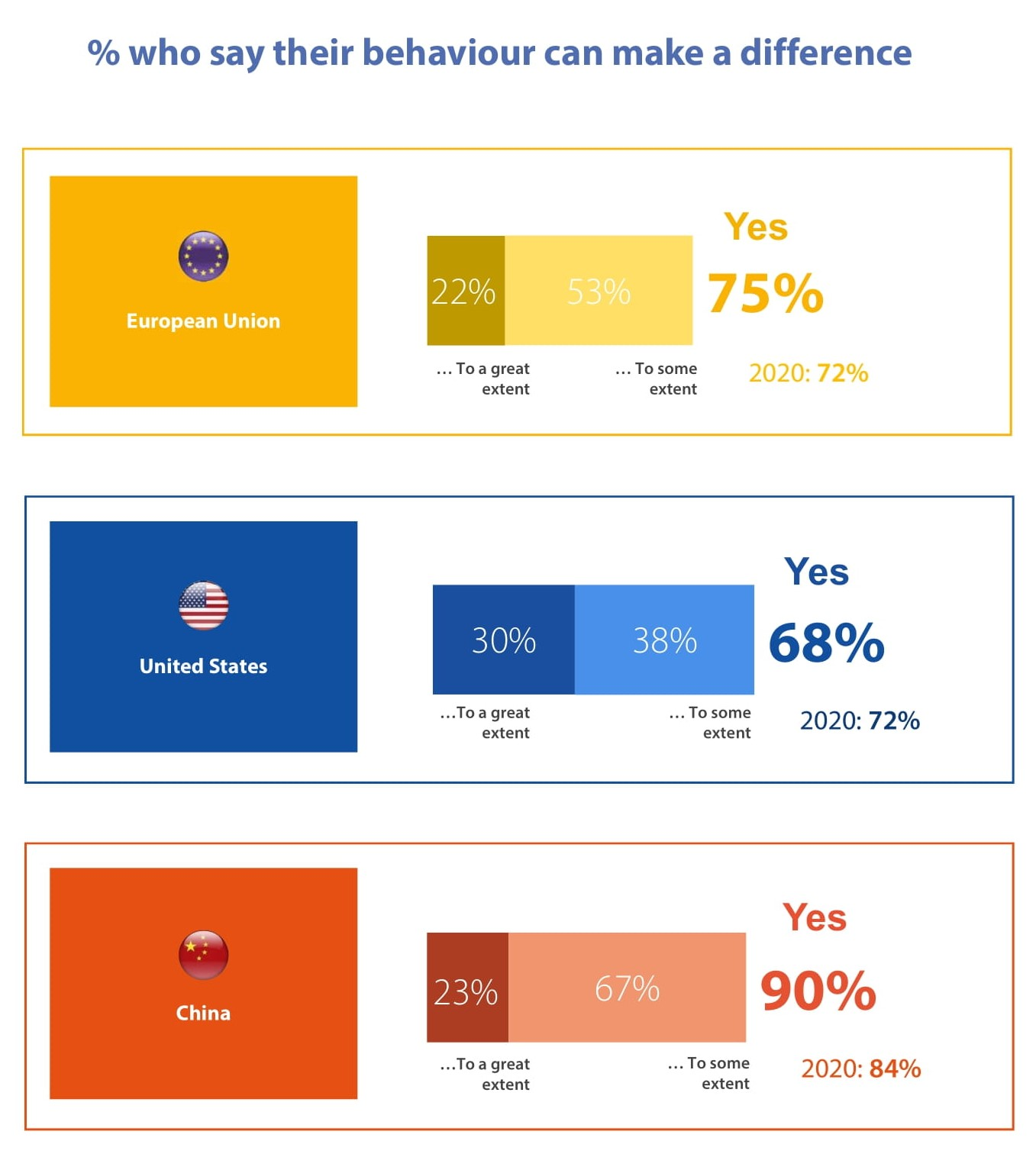
一项气候调查显示，越来越多的欧洲和中国受访者相信，他们的行为能够为应对气候变化带来积极影响。

关于减少个人碳足迹的公众讨论绝大多数集中在低影响行为上，截至 2017 年，主流媒体、政府出版物、K-12学校教科书等几乎未提及对气候有高影响的个人行为。
媒体关注低影响行为而非高影响行为，这让科学家感到担忧。对个人而言，最有影响力的行为可能与“绿色”生活方式的流行建议大不相同。例如，对个人行为的流行建议包括用混合动力汽车取代普通汽车、用冷水洗衣服、回收利用、升级灯泡，这些都被视为低影响行为。
一些研究人员表示，一些“建议的高效行动比许多更常见的选择更有效。例如，吃植物性饮食比升级灯泡减少的排放量多八倍。” 建议的高效行动包括少生孩子、不开车、避免长途飞行和吃植物性饮食。然而，其他出版物指出“人口实际上与解决气候危机无关”。
其他研究人员表示，脱碳并不一定意味着更加简朴的生活方式，影响最大的个人行动是实现家庭电气化，例如使用电动汽车和供暖。
科学家认为，像重复使用塑料袋这样的零碎行为改变并不是对气候变化的适当回应。尽管这些争论是有益的，但它们会分散公众的注意力，使他们无法集中精力实现迅速脱碳，而需要进行前所未有的大规模能源系统变革。此外，定向补贴、生态关税、有效的可持续性证书、合法产品信息要求、二氧化碳定价、排放配给、预算分配/标签、定向产品范围排除、广告禁令和反馈机制等政策措施，比起消费者独自进行的改变，可以对消费行为产生更实质性的积极影响，并且可以解决消费者在预算、意识和时间方面的抑制性限制等社会问题。

### 重要性引发争议
有人认为，气候变化是一个集体行动问题，具体来说是一场公地悲剧，这是一个政治问题，而不是个人问题。
一些评论人士认为，与集体行动相比，作为消费者的个人行为和“绿化个人生活”微不足道，尤其是那些让化石燃料公司 对 1988 年以来产生的 71% 碳排放负责的行动。石油生产商英国石油公司 (BP)推广了个人碳足迹的概念和计算个人碳足迹，将其作为“有效的宣传”来转移其责任，以“在语言上……摆脱其作为气候变化问题的贡献者”。其他人则表明，有时个人措施可能会有效破坏对结构性措施的政治支持。在一个例子中，研究人员发现“绿色能源默认推动减少了对碳税的支持。” 
另一些人则认为个人行动会引发集体行动，并强调“社会行为研究表明，生活方式的改变可以为系统性变革积聚动力”。此外，如果个人减少对化石燃料产品的消费，化石燃料公司就会有动力减少生产，因为对其产品的需求会减少。换句话说，每个人的消费都会对化石燃料的总供应量和温室气体排放产生影响。
根据欧洲投资银行2022 年的一项调查，气候变化是欧洲人面临的第二大紧迫问题。超过四分之三的受访者（72%）认为，他们的个人行动可以对解决气候问题产生影响。

### 关于个人行为的误导性信息
在很多情况下，媒体对气候变化的报道仅仅报道了气候变化的影响，例如极端天气，但却没有提到个人或政府可以采取的行动。
认为食用植物性饮食要求一个人严格吃素的说法也是错误的信息。饮食侧重于主要食用植物性食物，但并不像纯素饮食那样杜绝所有动物产品。
气候变化教育于 2019 年在意大利成为强制性教育 ，但一些国家却完全没有开展这一教育，或者没有提供个人可采取的行动信息。

## 气候不作为
人们曾多次假设，无论风险分析师、专家和科学家提供的气候知识有多丰富，风险认知都会决定主体在减缓方面做出的最终反应。然而，最近的文献报告了关于风险认知对主体气候反应的实际影响的相互矛盾的证据。相反，研究表明，认知-反应之间没有直接联系，许多其他因素起着中介和调节作用，并且在很大程度上依赖于所分析的背景。专业文献中认为的一些调节因素包括沟通和社会规范。然而，在公众中也观察到了相互矛盾的证据，即公众对气候变化的沟通与缺乏行为改变之间存在差异。同样，人们对遵守社会规范是否是影响气候变化行动的主要影响因素提出了质疑。 不同的证据还表明，即使是高度参与减缓行动的主体（参与是一个中介因素），最终也未能做出反应。